# كوبر إيدنز
كوبر إيدنز (بالإنجليزية: Cooper Edens)‏ هو كاتب وكاتب للأطفال أمريكي، ولد في 1945 في مقاطعة كينغ في الولايات المتحدة.